# Das Erste
Das Erste (letteralmente "La Prima"), facente capo ad ARD, è la prima rete televisiva pubblica tedesca.
Questo canale televisivo manda in onda programmi di tutti i tipi, variando dal telegiornale ai documentari ai film.

## Storia
Le trasmissioni sono iniziate il 25 dicembre 1952 con il nome di Deutsches Fernsehen ("Televisione tedesca"), nome poi modificato nel 1984 in Erstes Deutsches Fernsehen ("Prima televisione tedesca"), e dal 1994 chiamata semplicemente Das Erste. Dal dicembre 1990 ha assorbito le trasmissioni della televisione nazionale della DDR.